# Чуваш-Карамали
Чува́ш-Карамали́ (рос. Чуваш-Карамалы, башк. Сыуаш-Ҡарамалы) — село у складі Аургазинського району Башкортостану, Росія. Адміністративний центр Чуваш-Карамалинської сільської ради.
Населення — 854 особи (2010; 897 в 2002).
Національний склад:
- чуваші — 96%